# スウィフト・エンジニアリング
スウィフト・エンジニアリング（Swift Engineering）は、アメリカ合衆国の自動車・航空部品メーカー・航空宇宙工学会社。1983年に創業し、レーシングカーの設計・製造などを手掛けていたが、2000年に航空宇宙工学分野へと業態をシフト。オーナーはヒロ松下（元レーシングドライバー、パナソニック創業者・松下幸之助の孫）である。
ノースロップ・グラマン、ボーイング、ロッキード・マーティン、アメリカ航空宇宙局、ガルフストリーム・エアロスペース等、数々の大手主要航空宇宙関連企業の認定サプライヤーであり、自社の生産管理体制により、クライアントの品質要件に応じた様々な製品や航空機の設計、製造、及び納品に実績があるスウィフト社ではプログラム開始から終了に至るまで、既存の構成管理方法を使用している。

## 概要
1983年設立。当初はフォーミュラ・フォードやフォーミュラ・アトランティック（現在のアトランティック・チャンピオンシップとなってからもスウィフト・016.aの供給を続けていた）向けのシャシーを手がけ、1997年より2000年にかけてはCART（後のチャンプカー・ワールド・シリーズ）向けにシャシーを供給。また2004年よりNASCAR・クラフツマントラックシリーズ（現在のキャンピング・ワールド・トラック・シリーズ）に参戦しているトヨタ・タンドラの開発にも携わっている。2000年に航空宇宙工学分野へと業態をシフト。
2018年には、神戸情報大学院大学と共同出資し航空宇宙工学サービスを主な事業とするスウィフト・エックスアイ株式会社（英語名：Swift-Xi Inc）を立ち上げた。本店は兵庫県神戸市。

### レーシングカー
レーシングカーコンストラクターとして有名であり、フォーミュラカーの開発・製造を得意としている。本社はカリフォルニア州サンクレメンテ。
1997年CARTにシャシーを供給し、デビュー戦でマイケル・アンドレッティによって鮮烈なデビューウィンを飾ったが、ニューマン・ハース・レーシングのエンジニア達は、スウィフトシャシーがロード及びストリート・コースにおいて、非常にセットアップが難しいことを知り、ニューマン・ハース・レーシングが走行によって得たデータをスウィフトに提供しなかったため開発が思うように進まず、3年に渡って4勝を挙げたものの、レイナードやローラの牙城を切り崩すことができず、2000年限りで撤退を余儀なくされた。
2007年には、フォーミュラ・ニッポンを主催する日本レースプロモーション（JRP）が行った、2009年以降のワンメイクシャシーの設計案募集に応募し、競合するローラ等を競り落としスウィフトの案が採用された（2006年からのシャシーにも応募していたがこちらは採用されなかった）。この結果2009年から2013年までスウィフト・017.n（FN09→SF13）がフォーミュラ・ニッポン及びスーパーフォーミュラのワンメイクシャシーとして使用されていた。

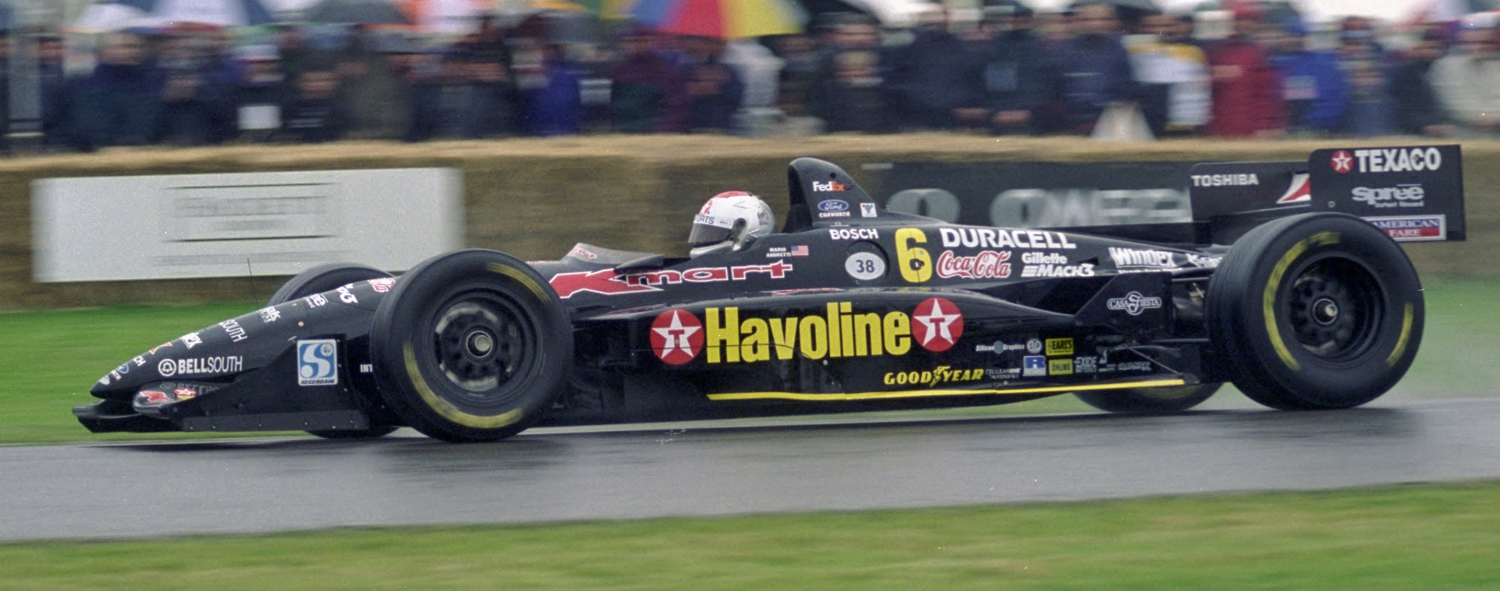
マリオ・アンドレッティが駆るスウィフト・007.i
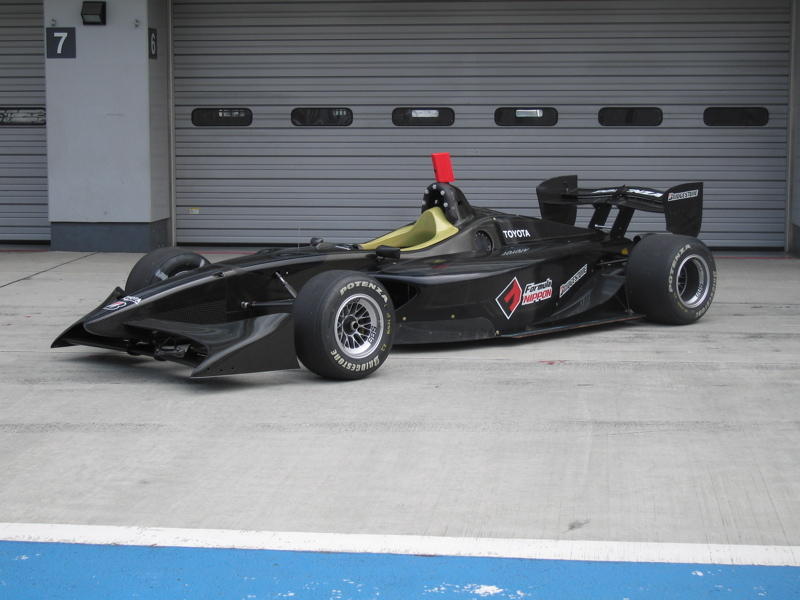
スウィフト・017.n（2008年）
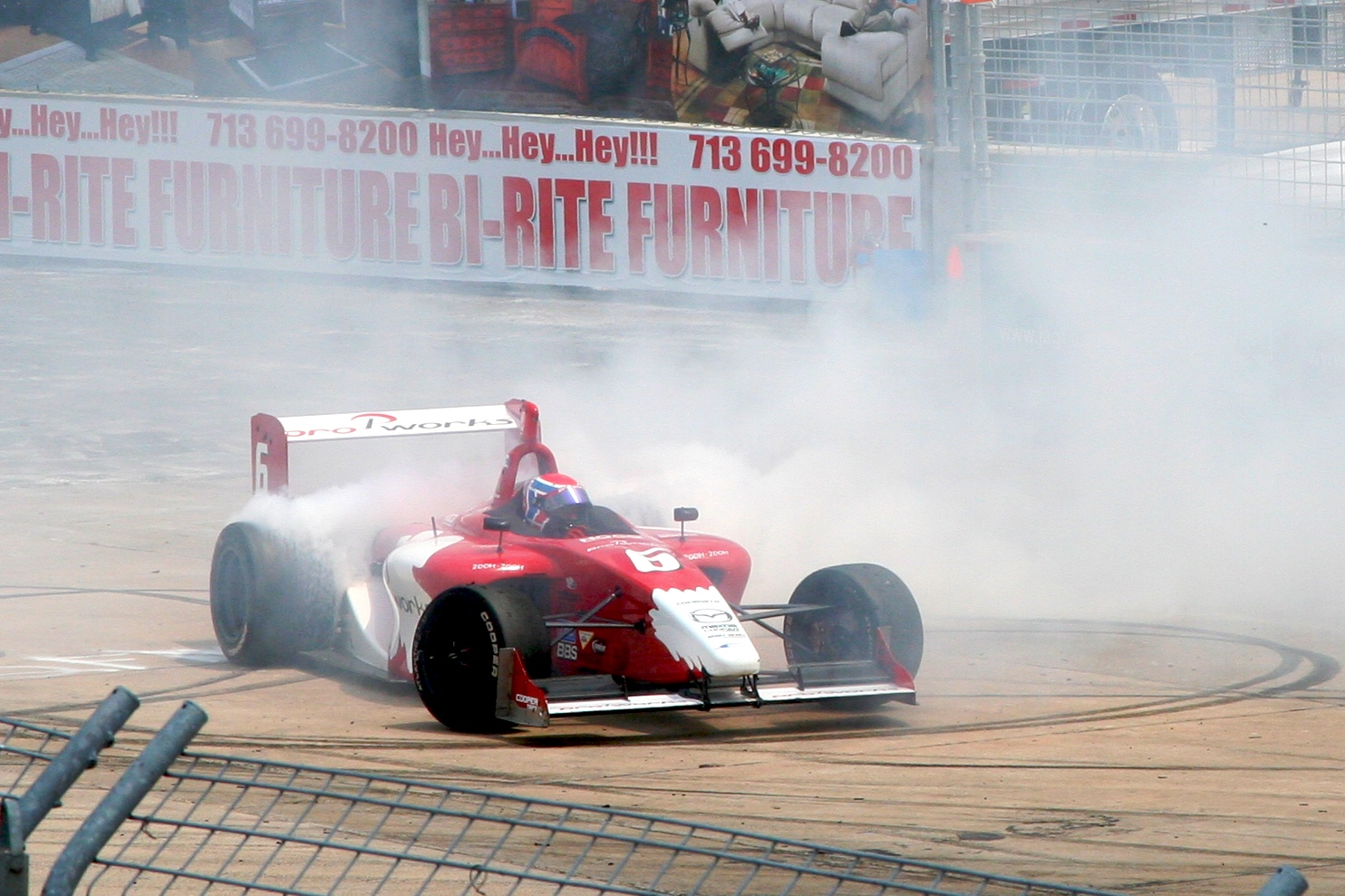
ラファエル・マトスが乗り込んだスウィフト・016.a（2007年）
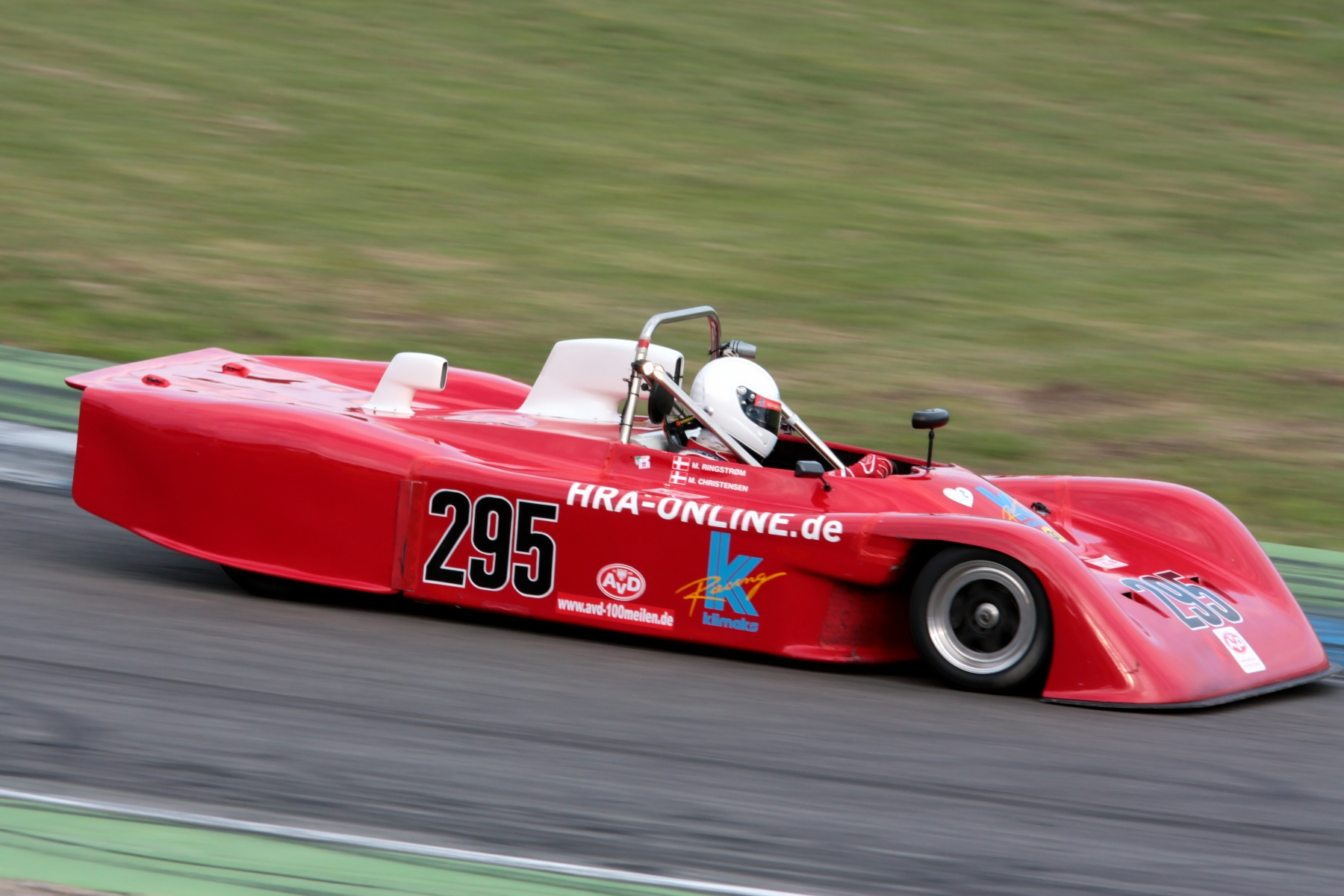
スウィフト・DB2（2012年）
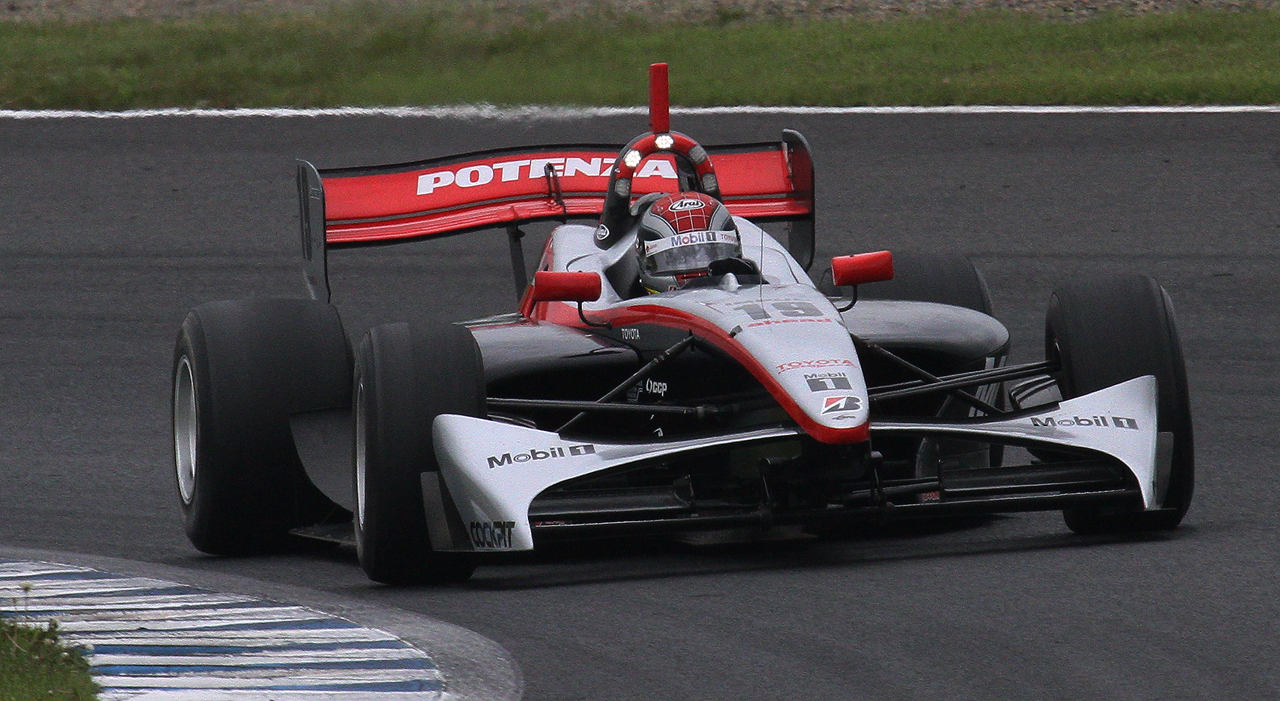
スウィフト・017.n
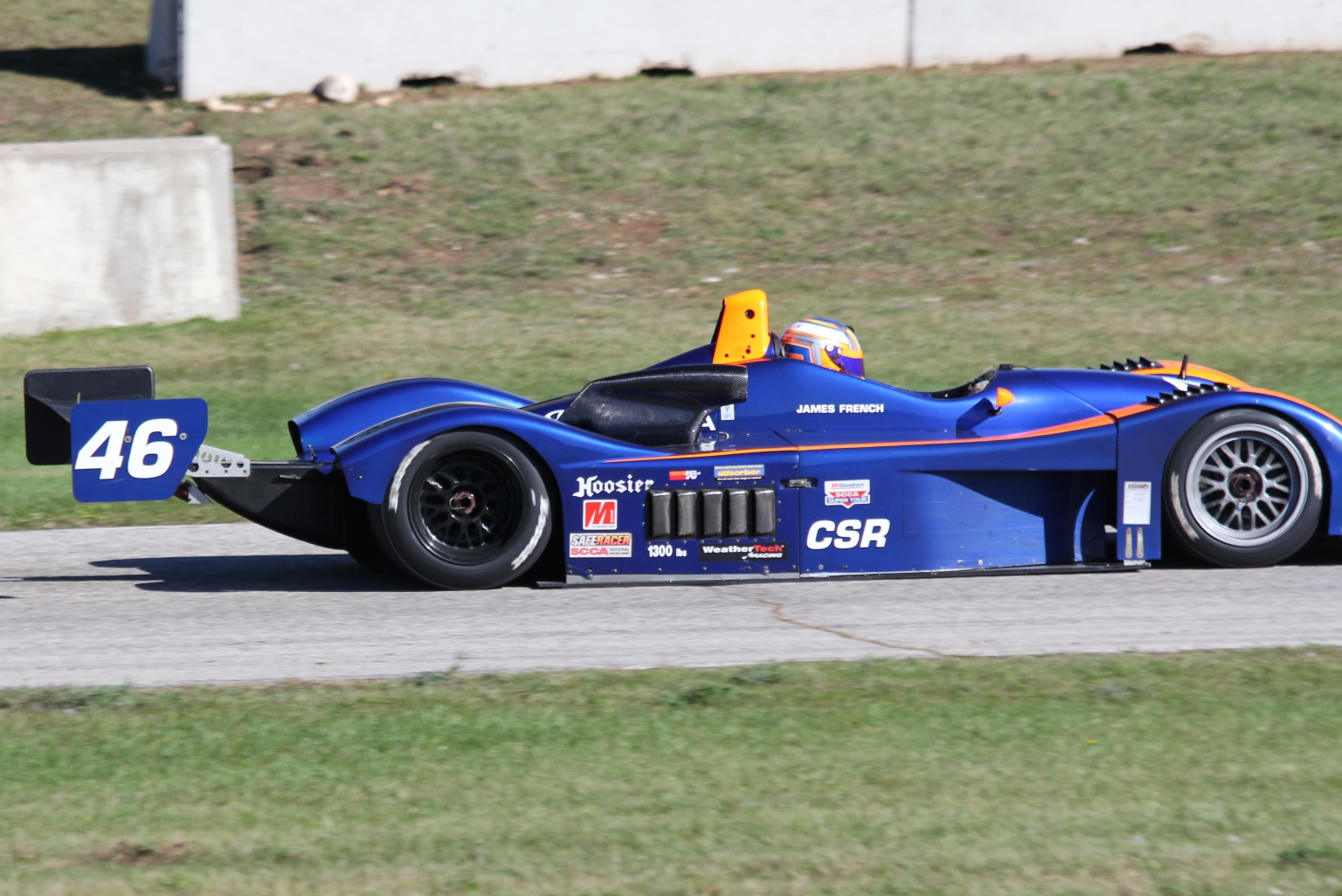
スウィフト・014.a

2007年12月には、マツダのデザインスタジオと共同でデザインしたマツダ・風籟が発表され、翌2008年の北米国際オートショー（デトロイト）で正式に公開された。
2010年には、2012年以降のインディカー・シリーズで使用されるシャシー設計案募集に応募するが、ダラーラに敗れ採用されることはなかった。さらに2016年からのインディ・ライツ（現在のインディNXT）のシャシーの設計案募集でもダラーラに敗れ、それ以降はレーシングカー部門を廃止し、航空機部門に専念することになった。
| 年   | 車                | レーシングシリーズs                  | 画像 | タイトル |
| ---- | ----------------- | ------------------------------------ | ---- | --- |
| 1983 | スウィフト・DB1   | フォーミュラ・フォード 1600          |      | [ 12 ] |
| 1984 | スウィフト・DB2   | スポーツ 2000                        |      | シュットガルター・レッスルのAvD 100 マイレンレースの予選でスウィフト・DB2を運転するマイケル・リングストローム                              |
| 1988 | スウィフト・DB3   | フォーミュラ・フォード 2000          |      | [ 14 ] |
| 1989 | スウィフト・DB4   | アトランティック・チャンピオンシップ |      | [ 15 ] |
| 1990 | スウィフト・DB5   | スポーツ 2000                        |      | “1990 Swift”. 2021年11月10日閲覧。 |
| 1991 | スウィフト・DB6   | フォーミュラ・フォード 1600/2000     |      | |
| 1997 | スウィフト・007.i | チャンプカー・ワールド・シリーズ     |      | マリオ・アンドレッティ 1998 年のグッドウッド・フェスティバル・オブ・スピードでスウィフト・007.i と共演                                     |
| 1998 | スウィフト・008.a | アトランティック・チャンピオンシップ |      | [ 18 ] |
| 1998 | スウィフト・009.c | チャンプカー・ワールド・シリーズ     |      | |
| 1999 | スウィフト・010.c | チャンプカー・ワールド・シリーズ     |      | [ 19 ] |
| 2000 | スウィフト・011.c | チャンプカー・ワールド・シリーズ     |      | |
| 2002 | スウィフト・014.a | アトランティック・チャンピオンシップ |      | 2012年のSCCAナショナルチャンピオンシップ決勝戦でフォーミュラ・アトランティッククラスで優勝した後、観客に腕を突き出すジェイソン・バイヤーズ |
| 2006 | スウィフト・016.a | アトランティック・チャンピオンシップ |      | 2007 年に彼の スウィフト・016.a アトランティック チャンピオンシップ カーで勝利を祝う ラファエル・マトス                                    |
| 2009 | スウィフト・017.n | フォーミュラ・ニッポン               |      | スウィフト・017.n で祝う Heamin Choi |

### 航空
スウィフト・エンジニアリングはノースロップ・グラマン、ボーイング、ロッキード・マーティン、ガルフストリーム・エアロスペース等、数々の大手主要航空宇宙関連企業の認定サプライヤー（供給元）。弊社は、自社の生産管理体制により、クライアントの品質要件に応じた様々な製品や航空機の設計、製造、及び納品に実績がある。スウィフト社ではプログラム開始から終了に至るまで、既存の構成管理方法を使用している。スウィフト社の広範囲にわたるプログラム実績は近年高い評価を得ており、プログラム管理技術や品質管理技術において2015年にボーイング社のサプライヤー・オブ・ザ・イヤー賞を受賞するなど、数々の賞へのノミネートおよび受賞を成している。ISO9001・AS9100D認証及び「複合材料（Composites）」においてNadcap認証を取得している。また、はNadcapサプライヤーサポート委員会の投票メンバーも在籍している。品質マニュアル、操作手順、規定書式及び記録書類はすべてISO9001・AS9100（改定版D）規格ならびに「複合材料（Composites）」におけるNadcap規格に従って作成されている。AS9102規格に基づき初回製品検査（FAI）を実施し、必要に応じてFAI報告書も作成している。更に完成品の全体品質を確保するため、必要に応じて製造作業手順書のキーステップやプロセスにおいて品質チェックポイントを設けている。
エクリプス 400
2007年、エクリプス・アビエーションより、4人乗り超軽量ジェット機エクリプス 400の試作機開発を受注、設計・製造プロセスを200日間という短期間で達成。
ノースロップ・グラマン バット
2005年に、ノースロップ・グラマンと提携し小型戦術無人航空機（UAV）システムの一環として開発開始、2007年からはその内のUAV「KillerBee」関連のみを開発。2009年にノースロップ・グラマンが「KillerBee」を買収し「Bat」と改名。
SB-1 デファイアント
2015年 スウィフト・エンジニアリングはシコルスキー ボーイングチームに加わり、シコルスキー ボーイングSB-1 デファイアントマルチロールテクノロジーデモンストレーター（JMR TD）の開発をサポートし、機体構造の大部分を設計および製造した。
スウィフト020/021
大きな翼に4つのプロペラを備えた固定翼型無人航空機システム（UAS）。X-Blade Technology(エックス ブレード テクノロジー)という独自の技術で、垂直での離着陸（VTOL）を可能にしている。4年間の研究開発と2年間の実証実験を繰り返し、100km を超える長距離飛行を可能にしている。

## 施設と設備
0.5ヘクタールに及ぶ敷地面積を有する最先端製造施設を有する。3つのオートクレーブ装置（10×30フィート）、ISOクラス7認証の複数のクリーンルーム、別個のレドーム用低湿度ラミネーション (位相幾何学)室、較正済みの大型ウォークイン冷凍庫、ガーバー製CNCファブリック用切断機2機、レーザープロジェクター、炉、電子製品の組立・統合・試験設備、ならびにその他の加工装置等も備えている。全ての技術要件が正確に解釈・適用されるよう、優れた経験を持つ技術者チームを結成している。

## 社内体制
スウィフト・エンジニアリングは、さまざまな子会社の親会社である。
| 子会社                   | 事業の種類                         | キーパーソン                                 |
| ------------------------ | ---------------------------------- | -------------------------------------------- |
| スウィフト・エックスアイ | ドローンサービスとコンサルティング | ニック・バルア                               |
| スウィフト・オートノミー | 完全なUASスイートサービス会社      | ハミルトン・レンカレル、ケイレブ・ジョイナー |
| Hyperkelp                | サービスとしての海洋データ会社     | グレアム・レイ                               |

## 表彰ほか
- 2012年 - オートクレーブ外処理に対し、JEC アメリカイノベーション賞を受賞した[29]。
- 2012年 - 2013年、ノースロップ・グラマン の年間中小企業サプライヤー（1,500 企業から与えられる）賞に A&D 社が航空週間で注目した ”最高のクラ ス“として スウィフト・エンジニアリングが選ばれた
- 2015年 - ボーイング社のサプライヤー・オブ・ザ・イヤーにノミネートされた。
- 2017年 - 人命科学アクセレーター協会主催の年に 1 度のハイテクイノベーションのイベントが 10月13日にカリフォルニア・ニューポートビーチにて開催され,スウィフト・エンジニアリング は OCTANe オレンジ郡 (カリフォルニア州)テクノロジーより “最高の制度を持つ企業“ を受賞した[30]。
- 2019年 - バハマの国家安全保障省との間に、55機のドローンの購入及び訓練などを含む契約を締結した[31][32]。